# Pléh Csaba
Pléh Csaba (Sárisáp, 1945. november 29. –) Széchenyi-díjas magyar pszichológus, nyelvész, a Magyar Tudományos Akadémia rendes tagja, az MTA főtitkárhelyettese (2006–2008), a BME Kognitív Tudományi Tanszékének alapító egyetemi tanára.

## Élete, munkássága

### Tanulmányai, tudományos fokozatai
A Fáy András Gimnáziumba járt, majd az ELTE Bölcsészettudományi Kar magyar–pszichológia szakán végzett 1969-ben, okleveles általános és alkalmazott nyelvész 1973-ban. Egyetemi doktori disszertációját 1970-ben védte meg, kandidátusi – 1984-ben, nagydoktori fokozatot 1997-ben ért el. 1998-ban habilitált egyetemi előadóként. Az MTA levelező tagjai sorába választották 1998-ban, 2004-től rendes tag, 2005-től 2008-ig az MTA főtitkárhelyettese volt.

### Oktatói és kutatói műhelyei
Oktatói tevékenysége és kutatómunkája három hazai (ELTE, JATE, BME) és több külföldi egyetemhez (Rutgers Egyetem; Trieszti Egyetem; Indianai Egyetem; Bécsi Egyetem; Harvard Egyetem) kapcsolódik, de szakmai együttműködései és szerkesztői munkája jóval szélesebb hatósugarú mind hazai, mind nemzetközi vonatkozásban. Nem véletlen vallja egyik tanítványa, hogy „irigyen és tisztelettel tekint azokra az emberekre, akik számára a legnagyobb adathalmaz is könnyen átlátható, akik képesek folyamatosan követni a tömérdek, napjainkban újonnan születő eredményt, akik egyszerre tudnak analitikusan munkálkodni, és szintetikusan gondolkodni, akik pragmatizmusa másoknak is csak erőt ad, és akik sosem vesztik el lendületüket. Ilyen ember az is, akinek tiszteletére ezt a fejezetet írtam, s akinek sok mindenért tartozom hálával: Pléh Csaba.”
1999-ben Pléh Csaba szervezte meg és indította el a Szegedi Tudományegyetem Pszichológia Intézetében a Szegedi Megismeréstudományi és Neuropszichológia Programot, más néven a Szegedi Kognitív Programot. 2004-től 2006-ig az MTA–BME Neuropszichológiai és Pszicholingvisztikai Kutatócsoport vezetője volt. A BME Kognitív Tudományi Tanszékének alapító egyetemi tanára (2004. július 1-jétől) és újra vállalt tanszékvezetést (2009. július 1-jétől 2010. június 30-ig). Jelenleg 2012. április 1-től az egri Eszterházy Károly Főiskola egyetemi tanára.
2014-ben közreadta Lukács Ágnessel szerkesztett kétkötetes 1445 oldalas kézikönyvét a pszicholingvisztika témakörében; e kötet oktatási anyagként szolgál a felsőbb éves pszichológus, nyelvész, gyógypedagógus, medikus diákok számára, de 10 évig érvényes kiindulási irodalom lehet a kutatóknak is, s feltehetően alapvető tananyag lesz a nyelvészeti és pszichológiai mesterképzéseken, doktori programokban.

### Magánélete
Budakeszin él. Két házasságából két gyermeke született, Dániel 1977-ben, Kamilla 1991-ben. Első felesége (1970–1987) Grozdits Judit szerkesztő és fordító. Második felesége (1988-tól) Boross Ottilia pszichológus.

## Kutatási területei, iskolateremtés
A megismeréstudomány az egyik legfiatalabb, ugyanakkor legizgalmasabb kutatási terület, mely nem kevesebbet tűzött ki célul, mint az emberi elme és az emberi természet megértését. E tudományág a pszichológia, a filozófia, a nyelvészet, a számítástechnika és a biológia találkozásából bontakozott ki az 1960-as években. Pléh Csaba e kutatási irányzat úttörői közé tartozik. Nemzetközileg elismert kutatásai mellett azok közt volt itthon, akik az első hazai kognitív tudományos műhelyeket megteremtették, s azóta is a magyar kognitív tudósok újabb és újabb generációinak tanítómestere. Érdeklődésének és kutatásainak sokoldalúságát jelzi, hogy munkatársaival, tanítványaival, volt tanítványaival együtt a megismeréstudomány valamennyi területét műveli; e területek fővonalakban: a nyelvelsajátítás, a nyelvi feldolgozás, a kétnyelvűség, az emlékezet, az észlelés, a kognitív fejlődéslélektan, az evolúciós pszichológia, a filozófia és a tudománytörténet.
Pléh Csaba iskolateremtő pszichológus, hazai és külföldi szakmai folyóiratok (például Magyar Pszichológiai Szemle), könyvsorozatok, gyűjteményes kötetek szerkesztője; szervezője és inspirálója számos szakmai konferenciának, konferenciakötetek kiadásának. Eredményes kutató, kiváló előadó tanár mind a hazai, mind a külföldi egyetemeken. Kutató tudóstársait, tanárkollégáit, diákjait egyenrangú partnernek tekinti, vele vitatkozni is lehet.
Tény, hogy a Magyar Kognitív Tudományi Alapítvány (Hungarian Foundation of Cognitive Science) 1993-as létrehozása számos tudományos konferencia megrendezését tette és teszi lehetővé. A MKTA alapítója Fehér Márta egyetemi tanár, a konferenciasorozat alapítói: Csányi Vilmos, Kampis György, Pléh Csaba. A kognitív pszichológiai konferenciák is jótékony hatást gyakoroltak e hazánkban kivált fiatalnak számító tudományág fejlődésére, ezért Pléh munkásságához is nagy mértékben kapcsolhatóan ezeket a fórumokat, ezen fórumok témáit idézzük fel a következőkben vázlatosan. Tudjuk, hogy az 1990-es években megélénkült hazai tudományos közéletnek csak egy vékony szeletét jelentik még a kognitív témák vonatkozásában is, bár ezt majd az idő és a kognitív szakmák képviselői lesznek hivatottak megítélni.

### FIKOG (FIatal KOGnitivisták) konferenciája (Budapest, 1995. május 11–12.)
A FIKOG a Magyar Megismeréstudományi Társaság és az Eötvös Loránd Tudományegyetem Általános Pszichológia Tanszéke által rendezett Fiatal Kognitivisták I. konferenciája volt, az elhangzott előadásokat szerkesztett változatban közreadták.

### Interdiszciplináris konferencia (Szeged, 1994.)
Szervezők az MTA szegedi területi szakbizottságai: a Neveléstudományi Szakbizottság és a Pedagógiai Szakbizottság, valamint a Juhász Gyula Tanárképző Főiskola Pszichológia tanszéke.
Téma: agy-elme, az evolúció, a társadalmi rendszerváltás és a szimmetria – aszimmetria kérdései.

### Interdiszciplináris konferencia (Szeged, 1995. szeptember 11–12.)
Az interdiszciplináris (etológiai, filozófiai és pszichológiai kérdésekkel foglalkozó) konferenciát ezúttal is az MTA szegedi területi szakbizottságai szervezték, a tanácskozás címe: Etológia, mindennapi tudat, pszichológia. A szerkesztett anyag változatát 1997-ben publikálták.

### MAKOG (MAgyar KOGnitív Tudományi Alapítvány) konferenciasorozata
Alább közöljük a Magyar Kognitív Tudományi Alapítvány rendszeres, a szakma (kognitív pszichológusok) és az érdeklődő szélesebb szakmai közönség (biológusok, etológusok, filozófusok, informatikusok, nyelvészek) szempontjából ugyancsak megkerülhetetlennek bizonyult konferenciáinak minden tanácskozását, a dátumokat, a konferenciák címeit és ahol ilyen rendelkezésünkre áll, az előadások kötetben publikált változatának adatait:
- MAKOG I. (1993. Visegrád) – Megismerő rendszerek[17]
- MAKOG II. (1994. január, Visegrád) – A kognitív szemlélet és a nyelv kutatása.[18]
- MAKOG III. (1995. január, Visegrád) – Tanuló rendszerek[19]
- MAKOG IV. (1996. január 29–31., Gödöllő) – A megismerés társas elméletei.[20]
- MAKOG V. (1997. január 27–29., Ráckeve) – A megismerés biológiai alapjai: idegélettan, pszichológia, filozófia.
- MAKOG VI. (1998. január 30. – február 2., Visegrád) – Megismeréstudomány és mesterséges intelligencia.[21]
- MAKOG VII. (1999. január 30. – február 2., Visegrád) – Dinamika és megismerés.
- MAKOG VIII. (2000. február 4–6., Szeged) – A kognitív funkciók fejlődése és zavarai.[22]
- MAKOG IX. (2001. február 1–3., Visegrád) – Evolúció és megismerés.[23]
- MAKOG X. (2002. január 28–30., Visegrád) – Észlelés, szimbólum, tudat.[24]
- MAKOG XI. (2003. január 30. – február 2., Pécs) – A reprezentáció szintjei.[25]
- MAKOG XII. (2004. január 6., Tihany) – Megismerésünk korlátai.[26]
- MAKOG XIII. (2005. január 28–30., Debrecen) – Kognitív tudomány, affektív tudomány.[27]
- MAKOG XIV. (2006. január 25–27., Tihany) – Tudat és elme.[28]
- MAKOG XV. (2007. január 19–21., Eger) – Modell és valóság.[29]
- MAKOG XVI. (2008. június 30 – július 2., MTA Balatoni Limnológiai Kutatóintézete) – Kognitív robotok, avagy szellem a gépben[30]
- MAKOG XVII. (2009. május 7–9., Budapest, ELTE BTK Filozófiai Intézet) – A nyelvi és a mentális reprezentáció természete[31]
- MAKOG XVIII. (2010. január 25–26.) Interfészek a megismeréstudományban.[32]
- MAKOG XIX. (2011. január 27-29., Kaposvári Egyetem) Az észlelés természete.[33]

## Művei (válogatás)
- Pléh Csaba–Czigler Istvánː Kísérlet politikai kifejezések megítélésére alkalmas szemantikus differenciál skálák kidolgozására; TK, Budapest, 1976 (Tanulmányok MRT Tömegkommunikációs Kutatóközpont)
- Pléh Csaba–Széphalminé Vizely Ágnes: A hátrányos helyzet pszichológiai és nevelésszociológiai problémái; TIT, Budapest, 1976 (Pszichológiai előadások)
- Pszicholingvisztika és kommunikációkutatás. Szöveggyűjtemény; vál., bev. Pléh; TK, Budapest, 1977 (Tanfolyamok Tömegkommunikációs Kutatóközpont)
- Barkóczi Ilona–Pléh Csabaː Kodály zenei nevelési módszerének pszichológiai hatásvizsgálata; szerk. Kárpáti Imréné; Bács megyei Lapkiadó Vállalat, Kecskemét, 1978 (angolul, franciául is)
- Beszédaktus, kommunikáció, interakció. Szöveggyűjtemény; szerk. Pléh Csaba, Terestyéni Tamás, ford. Csepeli György et al.; Tömegkommunikációs Kutatóközpont, Budapest, 1979 (A Tömegkommunikációs Kutatóközpont szakkönyvtára)
- Szöveggyűjtemény. A pszicholingvisztika tanulmányozásához; összeáll. Pléh Csaba; Tankönyvkiadó, Budapest, 1980
- Problems of the regulation of activity. Proceedings of the 4th Meeting of psychologists from the Danubian countries, Visegrád; szerk. Kardos Lajos, Pléh Csaba; Akadémiai, Budapest, 1980
- A pszicholingvisztika horizontja; Akadémiai, Budapest, 1980 (Korunk tudománya)
- Az újságcímek hatásának nyelvi és tartalmi tényezői. Terestyéni Tamással (1980)[34]
- Pléh Csaba–Terestyéni Tamás: Az újságcímek hatásának nyelvi és tartalmi tényezői; TK, Budapest, 1980 (Tanulmányok, beszámolók, jelentések Tömegkommunikációs Kutatóközpont)
- Szöveggyűjtemény az általános és a személyiségpszichológiához; szerk. Oláh Attila, Pléh Csaba; Tankönyvkiadó, Budapest, 1983
- Pszichológiatörténeti szöveggyűjtemény 1. A kezdetektől a XIX-XX. század fordulójáig; szerk., vál. Pléh Csaba, Tankönyvkiadó, Budapest, 1983
- Pszichológiatörténeti szöveggyűjtemény 2. A klasszikus nagy iskolák. Behaviorizmus, alaklélektan, pszichoanalízis; szerk., vál. Pléh Csaba; Tankönyvkiadó, Budapest, 1983
- Pszichológiatörténeti szöveggyűjtemény 3. A neobehaviorizmustól a hatvanas évekig és a szovjet pszichológia; szerk., vál. Pléh Csaba; Tankönyvkiadó, Budapest, 1983
- Büky Béla–Egyed András–Pléh Csabaː Nyelvi képességek, fogalomkincs, megértés. A pszicholingvisztika gyakorlati lehetőségei; Tankönyvkiadó, Budapest, 1984
- Magyar Pszichológiai Társaság VII. országos tudományos konferenciája, 1-2.; összeáll. Pléh Csaba, Nagy János; Magyar Pszichológiai Társaság, Budapest, 1985
- A gyermeknyelv fejlődésének és kutatásának modelljeiről (1985)[35]
- A történetszerkezet és az emlékezeti sémák; Akadémiai, Budapest, 1986
- A beszédmegértés és a beszédprodukció pszichológiája. Szöveggyűjtemény. Bölcsészettudományi karok. Egységes jegyzet; vál., szerk. Pléh Csaba; Tankönyvkiadó, Budapest, 1989
- Gondolkodáslélektan. Szöveggyűjtemény. Bölcsészettudományi karok. Egységes jegyzet, 1-2.; összeáll. Pléh Csaba; Tankönyvkiadó, Budapest, 1989
- A beszédmegértés és a beszédprodukció pszichológiája. Szöveggyűjtemény. Bölcsészettudományi karok. Egységes jegyzet; vál., szerk. Pléh Csaba; Tankönyvkiadó, Budapest, 1989
- Pszichológiatörténet : A modern pszichológia kialakulása (1992)[36]
- When East met West : Sociolinguistics in the former socialist bloc (1995)[37]
- Nyelvészet és pszichológia; szerk. Telegdi Zsigmond, Pléh Csaba, Szépe György; Akadémiai, Budapest, 1995
- Fikog. A Magyar Megismeréstudományi Társaság és az Eötvös Loránd Tudományegyetem Általános Pszichológia Tanszéke által rendezett Fiatal Kognitivisták I. konferenciáján elhangzott előadások anyaga. Budapest, 1995. május 11-12.; szerk. Pléh Csaba, Vinkler Zsuzsa, Bocz András; ELTE, Budapest, 1995
- Hungarian sociolinguistics; szerk. Kontra Miklós, Pléh Csaba; Mouton de Gruyter, Berlin–New York, 1995
- Kognitív tudomány; szerk. Pléh Csaba, ford. Győri Miklós et al.; Osiris–Láthatatlan Kollégium, Budapest, 1996 (Szemeszter)
- Mindennapi tudat: etológia, filozófia, pszichológia. Értelmezési kérdések; szerk. Balogh Tibor, Pléh Csaba; MTA Szegedi Területi Bizottság, Szeged, 1997
- Nyelv – kommunikáció – cselekvés; szerk. Pléh Csaba, Síklaki István, Terestyéni Tamás; Osiris, Budapest, 1997 (Osiris tankönyvek)
- A megismeréskutatás egy új útja: A párhuzamos feldolgozás; szerk. Pléh Csaba; Typotex, Budapest, 1997 (Test és lélek)
- Hagyomány és újítás a pszichológiában. Tanulmányok; Balassi, Budapest, 1998
- Önarckép háttérrel. Magyar pszichológusok önéletrajzi írásai; szerk. Bodor Péter, Pléh Csaba, Lányi Gusztáv; Pólya, Budapest, 1998
- Megismeréstudomány és mesterséges intelligencia; szerk. Pléh Csaba; Akadémiai, Budapest, 1998 (Pszichológiai szemle könyvtár)
- A mondatmegértés a magyar nyelvben. Pszicholingvisztikai kísérletek és modellek; Osiris, Budapest, 1998
- Bevezetés a megismeréstudományba; Typotex, Budapest, 1998 (Test és lélek) ISBN 9637546960
- A kognitív szemlélet és a nyelv kutatása; szerk. Pléh Csaba, Győri Miklós; Pólya, Budapest, 1998
- A megismeréskutatás útjai; szerk. Pléh Csaba, Kampis György, Csányi Vilmos; Akadémiai, Budapest, 2000 (Pszichológiai műhely)[38]
- A lélektan története; Osiris, Budapest, 2000 (Osiris tankönyvek)[39]
- A relativizmus kérdései és a mai pszicholingvisztika; MTA, Budapest, 2000 (Székfoglalók a Magyar Tudományos Akadémián)
- Remembering the collective memory of Maurice Halbwachs (2000)[40]
- Lélek és evolúció: az evolúciós szemlélet és a pszichológia Szerk. Csányi Vilmossal, Bereczkei Tamással (2001)[41]
- Az elme sérülései: Kognitív neuropszichológiai tanulmányok Szerk. Racsmány Mihállyal. (2001)[42]
- Tanulás, kezdeményezés, alkotás. Szerk. László Jánossal, Oláh Attilával (2001)[43]
- Nyelv, kommunikáció, cselekvés Szerk. Síklaki Istvánnal, Terestyéni Tamással (2001)[44]
- A magyar morfológia pszicholingvisztikája Szerk. Lukács Ágnessel (2001)[45]
- Kardos Lajos, 1899–1985. Elhangzott: 1999. december 16.; MTA, Budapest, 2001 (Emlékbeszédek az MTA elhunyt tagjai felett)
- Az ember és az antilop : Beszélgetések a szabadságról, a szépségről és sok minden másról (2001)[46]
- Kognitív tudomány franciásan. (La science cognitive à la française) (2002)[47]
- Nyelvfejlődési szűrővizsgálat: PPL. Palotás Gáborral, Lőrik Józseffel (2002)[48]
- Agy és tudat : szerk. Vizi E. Szilveszterrel, Altrichter Ferenccel, Nyíri Kristóffal (2002)[49]
- Hogyan gondolkodunk? (2002)[50]
- Utószó Harkai Schiller Pál (1908–1949) A lélektan feladata című művéhez (2002)[51]
- Példák, feladatok és magyar nyelvű bibliográfia. Kontra Miklóssal. Ronald Warrdhaugh: Szociolingvisztika című művéhez (2002)[52]
- A természet és a lélek: a naturalista megközelítés a pszichológiában (2003)[53]
- Kognitív idegtudomány; szerk. Pléh Csaba, Kovács Gyula, Gulyás Balázs; Osiris, Budapest, 2003 (Osiris tankönyvek)[54]
- Utószó Noam Chomsky Mondattani szerkezetek: Nyelv és elme című művéhez (2003)[55]
- Morphological patterns in Hungarian children with Williams syndrome and the rule debates With Ágnes Lukács, Mihály Racsmány (2003).[56]
- Thoughts on the Distribution of Thoughts: Memes or Epidemies (2003)[57]
- A pszichológiaoktatás kérdései. A 2002. szeptemberi szakmai vita. Háttéranyagok és javaslatok; szerk. Pléh Csaba; Gondolat, Budapest, 2003
- A láthatatlan megismerés; szerk. Gervain Judit, Pléh Csaba; Gondolat, Budapest, 2004 (Kognitív szeminárium)[58]
- Bevezetés a pszichológiába. Olvasmányok és feladatok a lélektan alapkérdéseinek tanulmányozásához; vál., szerk. Pléh Csaba, Boross Ottília, ford. Ballér Piroska et al.; Osiris, Budapest, 2004 (Osiris tankönyvek)
- Olvasmányok a kísérleti pszichológia történetéhez Szerk. Győri Miklóssal (2004)[59]
- Az észleléstől a nyelvig. A X. Makog előadásai; szerk. Pléh Csaba, Kampis György, Csányi Vilmos; Gondolat, Budapest, 2004 (Kognitív szeminárium)[60]
- Utószó Jean Piaget (1896–1980) Études sociologiques: Szociológiai tanulmányok című művéhez (2005)[61]
- A verbális munkamemória magyar nyelvű vizsgálóeljárásai Racsmány Mihállyal, Lukács Ágnessel, Németh Dezsővel (2005)[62]
- The tradition of positive psychology in Europe (2005)[63]
- Positive psychology traditions in classical European psychology (2006)[64]
- Using Hungarian language to clarify language-thought reletions in impaired populations (2006)[65]
- A téri emlékezet vizsgálati módszerei: Fejlődési és neuropszichológiai adatok(2007)[66]
- Representational systems, selection, and the diffusion of ideas (2007)[67]
- Spatial language in Williams Syndrome: Evidence for a special interaction? (2007)[68]
- A nyelvi fejlődés zavarai (2008)[69]
- A láthatatlan nyelv; szerk. Gervain Judit, Pléh Csaba; Gondolat, Budapest, 2008 (Kognitív szeminárium)[70]
- A pszichológia örök témái. Történeti bevezetés a pszichológiába; Typotex, Budapest, 2008 (Test és lélek)
- A fejlődési plaszticitás és az idegrendszer; szerk. Pléh Csaba; Akadémiai, Budapest, 2008 (Pszichológiai szemle könyvtár)
- Pszichológia : a pszichológia legfontosabb fogalmai magyar és angol nyelven. Társszerző: Boross Ottilia (2008)[71]
- A lélek és a lélektan örömei : tanulmánygyűjtemény (2008)[72]
- History and Theories of Mind (2008)[73]
- A nevelés és az új idegtudomány; szerk. Pléh Csaba; ELTE Pedagógiai és Pszichológiai Kar, Budapest, 2008
- Two subgroups of schizophrenia identified by systematic cognitive neuropsychiatric mapping (2009)[74]
- A lélektan története. 2., bővített kiadás (2010)[75]
- Darwin öröksége és időszerűsége a pszichológiában; szerk. Pléh Csaba, Bereczkei Tamás, Akadémiai, Budapest, 2010 (Pszichológiai szemle könyvtár)
- A lélektan a kultúra útján; Kairosz, Budapest, 2011
- Word order and focusing effects in the memory representation of Hungarian sentences (2011) Sinkovics Balázs társszerzővel[76]
- A társalgás pszichológiája (2012) Budapest, Libri
- A lélek és a nyelv; Akadémiai, Budapest, 2013 (Pont könyvek)
- New perspectives on the history of cognitive science; szerk. Pléh Csaba, Lilia Gurova, Ropolyi László; Akadémiai, Budapest, 2013 (Neurocognitive development and impairments)
- A megismeréstudomány alapjai. Az embertől a gépig és vissza; Typotex, Budapest, 2013 ISBN 978-963-2797-81-6
- Pszicholingvisztika : Magyar pszicholingvisztikai kézikönyv (2014). 1-2. köt. Szerk. Lukács Ágnessel. Budapest, Akadémiai Kiadó. ISBN 978 963 05 9500 1
- Naturalistic approaches to culture; szerk. Pléh Csaba, Csibra Gergely, Peter Richerson; Akadémiai, Budapest, 2014 (Neurocognitive development and impairments)
- A tér és a nyelv világa; MTA, Budapest, 2014 (Székfoglalók a Magyar Tudományos Akadémián)
- A tanulás és a gondolkodás keretei. A népi pszichológiától a gépi pszichológiáig; Typotex, Budapest, 2015 (Test és lélek)
- Hány barátod is van?; szerk. Pléh Csaba, Unoka Zsolt, Berán Eszter; Oriold, Budapest, 2016
- Információs eszközök és tanulás a kognitív pszichológiai kutatásokban; szerk. Pléh Csaba; Akadémiai, Budapest, 2016 (Pszichológiai szemle könyvtár)
- A megismerés vége. Újabb írások; Gondolat, Budapest, 2021
- Árnyak; Magvető, Bp., 2023 (Tények és tanúk)

## Szakmai folyóirat szerkesztése
- Magyar Pszichológiai Szemle (főszerkesztő)

## Társasági Tagság (válogatás)
- Akadémiai Klub Egyesület (vezetőségi tag)
- Pszichológiai Bizottság
- Akusztikai Komplex Bizottság
- Magyar Nyelvtudományi Társaság
- Magyar Pszichológiai Társaság

## Díjak (válogatás)
- Akadémiai Díj (1996)
- A Magyar Köztársasági Érdemrend középkeresztje (2006)
- Akadémiai Kiadói Nívódíj (2007)
- Magyar Pszichológiai Társaság Társasági Emlékérem (2008)
- Széchenyi-díj (2010)
- Akadémiai Aranyérem (2024)